# Tanchon
Tanch'ŏn (Koreaans: 단천시) is een stad in de Noord-Koreaanse provincie Hamgyŏng-namdo. In 2008 telde de stad ruim 345.000 inwoners. De stad ligt in het oosten van het land aan de Japanse Zee en bestaat uit 39 buurten (dong) en 39 dorpen (ri).
De langstaartgoral-populatie in Tanch'ŏn staat op de Noord-Koreaanse lijst van nationale natuurmonumenten.